# 静岡県教育委員会
静岡県教育委員会（しずおかけんきょういくいいんかい）は、静岡県の教育委員会。事務局は県立学校や政令市（浜松市、静岡市）以外の公立学校を管掌する。

## 概要
静岡県内の教育に関する事務を所掌する行政委員会であり、6人の委員で構成される。

## 組織
静岡県教育委員会組織規則によると、次の機関・部署が設置されている（2022年4月1日時点）。
- 教育部
  - （本庁）
  - 教育総務課
  - 教育政策課
  - 教育DX推進課[3]
  - 財務課
  - 教育厚生課
  - 教育施設課
  - 義務教育課
  - 高校教育課
  - 特別支援教育課
  - 健康体育課
  - 社会教育課
  - （現地機関）
  - 静東教育事務所（沼津市、富士市・富士宮市以東の公立学校関連の教育行政を所管）
  - 静西教育事務所（掛川市、磐田市・周智郡以東、焼津市以西および湖西市の公立学校関連の教育行政を所管）
  - 中央図書館（静岡市）
  - 総合教育センター（掛川市、静西教育事務所を併設）
  - 焼津青少年の家（焼津市）
  - 観音山少年自然の家（浜松市）
- 県立学校（県立の中学校、高等学校及び特別支援学校）
- 附属機関
  - 生涯学習審議会
  - いじめ問題対策連絡協議会
  - いじめ問題対策本部
  - 教科用図書選定審議会
  - 産業教育審議会
  - 社会教育委員
  - 青少年問題協議会
  - 青少年環境整備審議会

## 所在地
- 〒420-8601　静岡県静岡市葵区追手町9番6号

## 主な市教育委員会
- 静岡市教育委員会
- 浜松市教育委員会

## 参考・外部リンク
- 静岡県教育委員会 - 公式ウェブサイト
- 静岡県教育委員会 (112356935625330) - Facebook

座標: 北緯34度58分37.1秒 東経138度22分59秒 / 北緯34.976972度 東経138.38306度